# Brett Azar
Brett Azar (ur. 11 lutego 1987 w Bostonie) – amerykański aktor filmowy i telewizyjny, kulturysta, model oraz trener osobisty.

## Życiorys

### Wczesne lata
Urodził się w Bostonie w stanie Massachusetts. W liceum był popularnym szkolnym sportowcem, członkiem drużyny futbolowej. Treningi siłowe rozpoczął na pierwszym roku studiów, wtedy też zainteresował się kulturystyką. Studiował wychowanie fizyczne na University of Rhode Island.

### Kariera
Jego waga oscyluje na granicy 110 kilogramów. W profesjonalnych zawodach kulturystycznych debiutował w 2008 roku, podczas Connecticut Grand Prix. W kategorii wagowej ciężkiej wywalczył drugie miejsce na podium. W 2010 zwyciężył turniej Jay Cutler Classic w kategorii nowicjuszy wagi ciężkiej, wówczas zajął też drugie miejsce w kategorii superciężkiej. Tego samego roku objął pierwsze miejsce wśród zawodników o wadze superciężkiej podczas Steve Stone Metropolitan. W 2012, w tej kategorii, wywalczył srebrny medal mistrzostw federacji NPC East Coast Championships.
Wiosną 2012 zadebiutował jako aktor w odcinku serialu muzycznego telewizji NBC Smash pt. Publicity. Na planie zdjęciowym, niemal nagi, towarzyszył Umie Thurman. Jego proporcje fizyczne wykorzystano następnie w filmie krótkometrażowym The Tale of Timmy Two Chins (2013), w którym Azar zagrał muskularnego mężczyznę z plakatu, idola głównego bohatera. W innym krótkim metrażu, The Exit Room w reżyserii Todda Wisemana, wystąpił jako strażnik więzienny. Tego roku pojawił się także w popularnych serialach telewizyjnych − Tylko jedno życie jako Rocco oraz norweskim Lilyhammer jako Vinny. W 17-minutowej komedii Trust Me, I'm a Lifeguard (2014) odegrał postać przebojowego ratownika Stratosa. Rozpoznawalność przyniosła mu drugoplanowa kreacja Gino, potężnie zbudowanego guido, w horrorze grozy Jersey Shore Massacre (2014).
We wrześniu 2014 wystąpił w roli homoseksualnego trenera fitness Svena Thundera w teledysku do piosenki „Sweat” amerykańskiego zespołu dance-popowego Xelle.
Wystąpił w charakterze dublera Arnolda Schwarzeneggera w filmach Terminator: Genisys (2015) i Terminator: Mroczne przeznaczenie (2019).
18 września 2013 roku wystąpił na scenie Broadwayu w spektaklu Anna Nicole.
Reklamował suplementy diety Scivation. Związany z agencjami – Silver Model Management oraz Chelsea Talent. Jest właścicielem siłowni ZAR-FIT, pracuje jako trener osobisty oraz specjalista do spraw żywienia i suplementacji. Mieszka w Rahway w stanie New Jersey.

## Osiągnięcia w kulturystyce
- 2007: INBF Northeast Classic/WNBF Pro American, kategoria juniorów − IV m-ce
- 2007: INBF Northeast Classic/WNBF Pro American, kategoria lekkociężka − V m-ce
- 2008: Connecticut Grand Prix, kategoria ciężka − II m-ce
- 2008: New England Championships, kategoria ciężka − udział
- 2009: Steve Stone NY Metropolitan, kategoria nowicjuszy, waga ciężka − IV m-ce
- 2009: Steve Stone NY Metropolitan, kategoria ciężka − V m-ce
- 2009: Atlantic States Championships, kategoria nowicjuszy, waga ciężka − V m-ce
- 2009: Atlantic States Championships, kategoria ciężka − udział
- 2010: Steve Stone Metropolitan, kategoria nowicjuszy, waga ciężka − III m-ce
- 2010: Steve Stone Metropolitan, kategoria superciężka − I m-ce
- 2010: Jay Cutler Classic, kategoria nowicjuszy, waga ciężka − I m-ce
- 2010: Jay Cutler Classic, kategoria superciężka − II m-ce
- 2010: Jay Cutler Classic, kategoria nowicjuszy − I m-ce
- 2011: Steve Stone Metropolitan, kategoria superciężka otwarta (open) − III m-ce
- 2011: Jay Cutler Classic, kategoria ciężka − V m-ce
- 2011: NJ Suburban Championships, federacja NPC, kategoria ciężka − I m-ce
- 2012: East Coast Championships, federacja NPC, kategoria superciężka − II m-ce
- 2013: Europa Battle of Champions, federacja NPC, kategoria men physique, klasa B − udział
- 2018: Team Universe Championships, federacja NPC, kategoria classic D − VII m-ce[10]

## Wybrana filmografia

### Filmy fabularne
- 2013: The Exit Room jako strażnik
- 2013: The Tale of Timmy Two Chins jako kulturysta
- 2014: Fake jako Dutch
- 2014: Trust Me, I'm a Lifeguard jako Stratos
- 2014: Staten Island Summer jako Twardziel
- 2014: Jersey Shore Massacre jako Gino
- 2015: Terminator: Genisys (Terminator Genisys) jako młody Strażnik/T-800
- 2016: Agent i pół (Central Intelligence) jako agent Wally
- 2018: Black Wake jako sierżant Rodriguez
- 2018: Block Island jako Chester
- 2018: Tang ren jie tan an 2 jako Wild Bull Billy
- 2019: Terminator: Mroczne przeznaczenie (Terminator: Dark Fate) jako młody T-800
- 2019: Girl Boxer jako Andrie
- 2019: Night Sweats jako motocyklista
- 2020: Agent Toby Barks jako Horace the Horrible

### Seriale TV
- 2012: Smash jako muskularny mężczyzna
- 2013: Lilyhammer jako Vinny
- 2013: Tylko jedno życie (One Life to Live) jako Rocco
- 2018: Czarna lista (The Blacklist) jako uzbrojony strażnik
- 2018: The Tick jako Potężny Marynarz
- 2018: #WarGames jako ochroniarz
- 2019: Jon Glaser Loves Gear jako Hue G. Beefson

### Teledyski
- 2014: Xelle − „Sweat” jako Sven Thunder